# الفوضى (نشأة الكون)
الفوضى أو الشَّواس أو اللاتكوّن (بالإغريقية: χάος)‏ (بالرومانية: kháos) لفظ يشير إلى حالة الفراغ التي سبقت نشأت الكون في أساطير الخلق اليونانية، كما يشير للفجوة الناتجة عن انفصال السماوات عن الأرض.

## أصل التسمية
الفوضى (باليونانية: χάος) كلمة يونانية مشتقة من فعل χαίνω وتعني الفراغ كما تشير للهوة، والهاوية، وقد تعني أيضًا الفضاء، وامتداد الهواء، والظلام اللامتناهي، كما يشبه فريسيدس السيروسي الفوضى بالماء.

## في ميثولوجيا إغريقية - رومانية
استخدم فلاسفة الإغريق الأوائل في فترة ما قبل فلسفة سقراط مصطلح فوضى اليوناني في سياق الحديث عن نشأت الكون، حسب هسيودوس فان الفوضى هي تلك الفجوة التي نشأت عند إنفصال الأرض عن السماء وهي أول شيء ظهر في الوجود ومنها وجد إيريبوس ونيكس، وغايا، وتارتاروس، وحسب وصفه فإنها مكان فارغ مظلم قاتم يقع أسفل الأرض وفوق التارتاروس، الذي تستقر عليه الأرض، وهو مكان سجن فيه زيوس الجبابرة، بعد انتهاء الحرب التي دارت بينهم. أما هرقليطس فيرى أن الفوضى البدائية الأولية هي أساس الحقيقي الذي بني عليه أو منه الواقع والوجود.
أثارت فكرة تفسير ظهور الوجود اهتمام الفلاسفة اليونانيين الأوائل فعملوا على محاولة شرحها من خلال محاولة وصف بدايات تشكل العالم، فكانوا يعتقدون أن الوجود نشأ انطلاقا من مادة أولية أساسية، يدعي الفيلسوف أناكسيماندر أن هذه المادة هي أبيرون، ووصفها بأنها «المادة التي يخلق منها كل شيء ويعود لها كل شيء». تصور الفلاسفة أن هذه المادة توجد في طبقة تمتد إلى ما لا نهاية تحت سطح الأرض وأن لها جذورًا على أو فوق التارتاروس. يقول كزينوفانيس «الحد الأعلى للأرض هو الهواء، بالقرب من أقدامنا والحد الأدنى يصل تحت إلى أبيرون (أي غير محدود)».
يشير الكاتب أريستوفان في مسرحيته الكوميدية الطيور، إلى أن الفوضى، ونيكس، إيريبوس، وتارتاروس، كانوا أول من وجدو وأنه من نايت جاء إيروس، ومن إيروس والفوضى جاء سباق الطيور. وفي كتاب أفلاطون طيماوس، نجد المكافئ لمفهوم الفوضى في التعبير اليوناني شورة (chôra)، والذي يتم تفسيره، على أنه الفضاء الغير متشكل حيث تكون العناصر المادية (ichnê) في حركة مضطربة. وفي سياق بحث أرسطو عن مفهوم الفضاء في الفيزياء، فانه شكك في التفسير الذي قدمه هسيودوس للفوضى، فمن وجهة نظر أرسطو فإن الفوضى شيء موجود بشكل مستقل عن الأجسام وبدونها لا يمكن وجود الأجسام وأنها شيء مادي ملموس. أما أوفيد، فيرى أن الفوضى كتلة بلا شكل تتكون من خليط من جميع العناصر. أما هيجينوس فيرى أن الفوضى جاءت من ضباب (كاليغين) وأنه تشكل اطلاقا منها والضباب كل من نيكس، داي (وفاة)، إيريبوس، وأيثر.
كما أن الديانة الأورفكية كان لديها مفهوم الفوضى مثل نجل خرونوس وأنانكي، فحسب الأورفكيين فان البيضة الكونية وضعها الريح في «رحم ظلام» فقس منها إيروس، مما دفع الكون إلى الحركة.[بحاجة لمصدر]

## الديانة الهاوائية

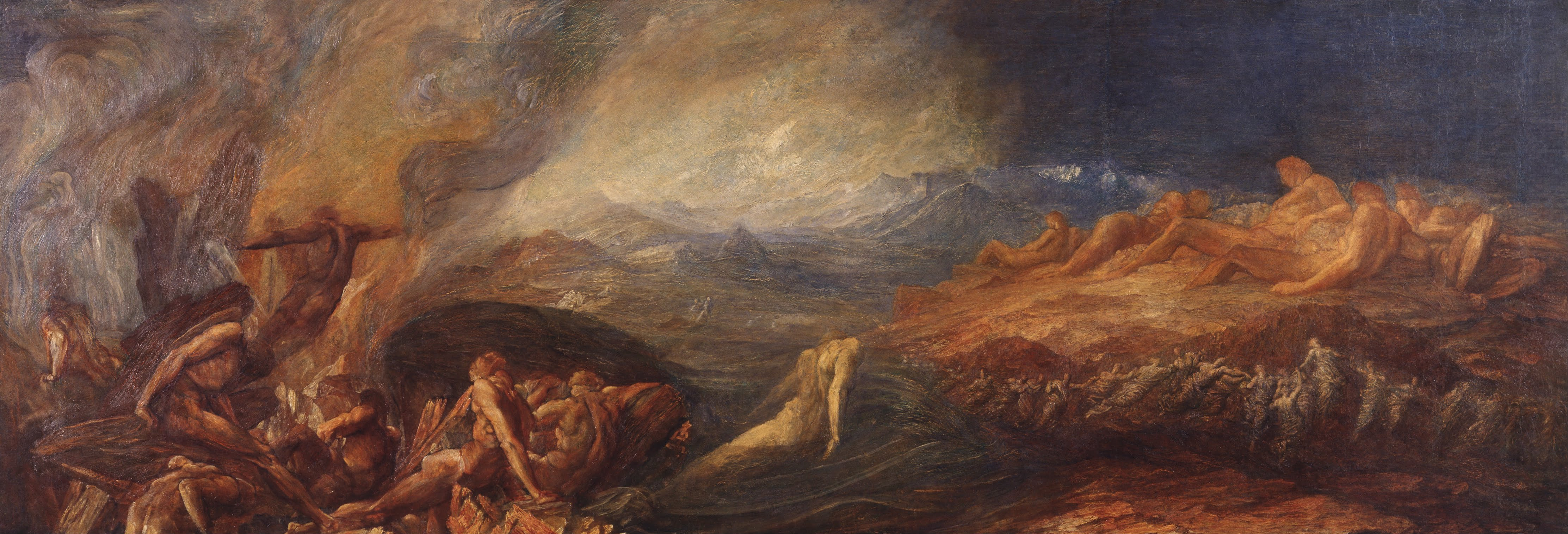
الفوضى جورج فريدريك واتس

يعتقد الهاوائيون أن ثالوث الآلهة المعروف باسم كو-كاوا-كاهي قد وجدوا منذ الأزل قبل وأثناء الفوضى، أو وضعوا عبارة ماي كا بو ماي، التي تعني «من الليل والظلام والفوضى». 
أخيرا كسروا بو (الليل) فدخل الضوء إلى الكون، بجانب المجموعة بإنشاء ثلاث سماوات لمناطق السكن مع الأرض والشمس والقمر والنجوم والأرواح المساعدة.

## الكتاب المقدس

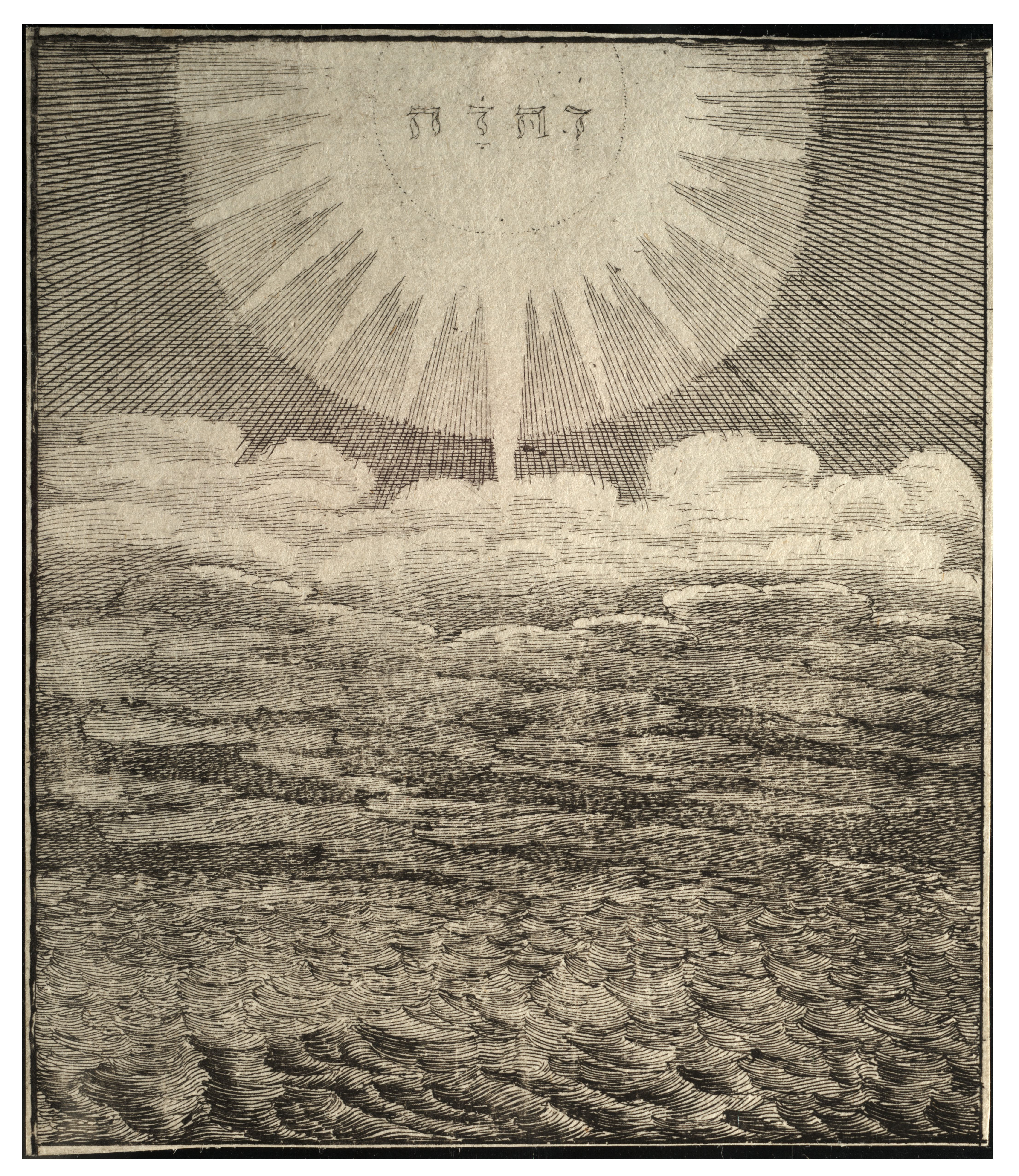
الفوضى التي كتبها وينسيسليوس هولر (1607 – 1677).

في المسيحية ارتبط مفهوم الفوضى بالهاوية، كما جرى ربطه بحالة الفراغ التي سبقت نشأت الخلق، في سفر التكوين، وصفت الأرض قبل الخلق بالخربة والخالية،
| الفوضى (نشأة الكون) | وَكَانَتِ الأَرْضُ خَرِبَةً وَخَالِيَةً، وَعَلَى وَجْهِ الْغَمْرِ ظُلْمَةٌ، وَرُوحُ اللهِ يَرِفُّ عَلَى وَجْهِ الْمِيَاهِ | الفوضى (نشأة الكون) |

. بالإضافة إلى سفر التكوين، هناك كتب أخرى من العهد القديم، بالخصوص عدد من المزامير، ومقاطع من أسفار إشعياء وإرميا وأيوب ذات صلة.
في الترجمة السبعينية للعهد القديم لا يتم استخدام لفظ فوضى (χάος) في سياق الخلق، بدلا من ذلك استخدام عبارة (גיא) «مشقوق، خانق، صدع». وفي النسخه اللاتينية للانجيل، في (لوقا 16:26) نجد لفظ «الهوة العظيمة» (μέγα χάσμα) بين السماء والجحيم بصيغة ماغنوم الفوضى(chaos magnum).
في الدراسات الكتابية الحديثة، جرى استخدام لفظ الفوضى بشكل شائع في سياق قصص التوراة ورواياتها عن أساطير الشرق الأدنى القديم، حيث ربط هيرمان جونكيل بين قصة الخلق العبرية وقصة الخلق البابلية.

## الخيمياء وعلم الهرمسيات

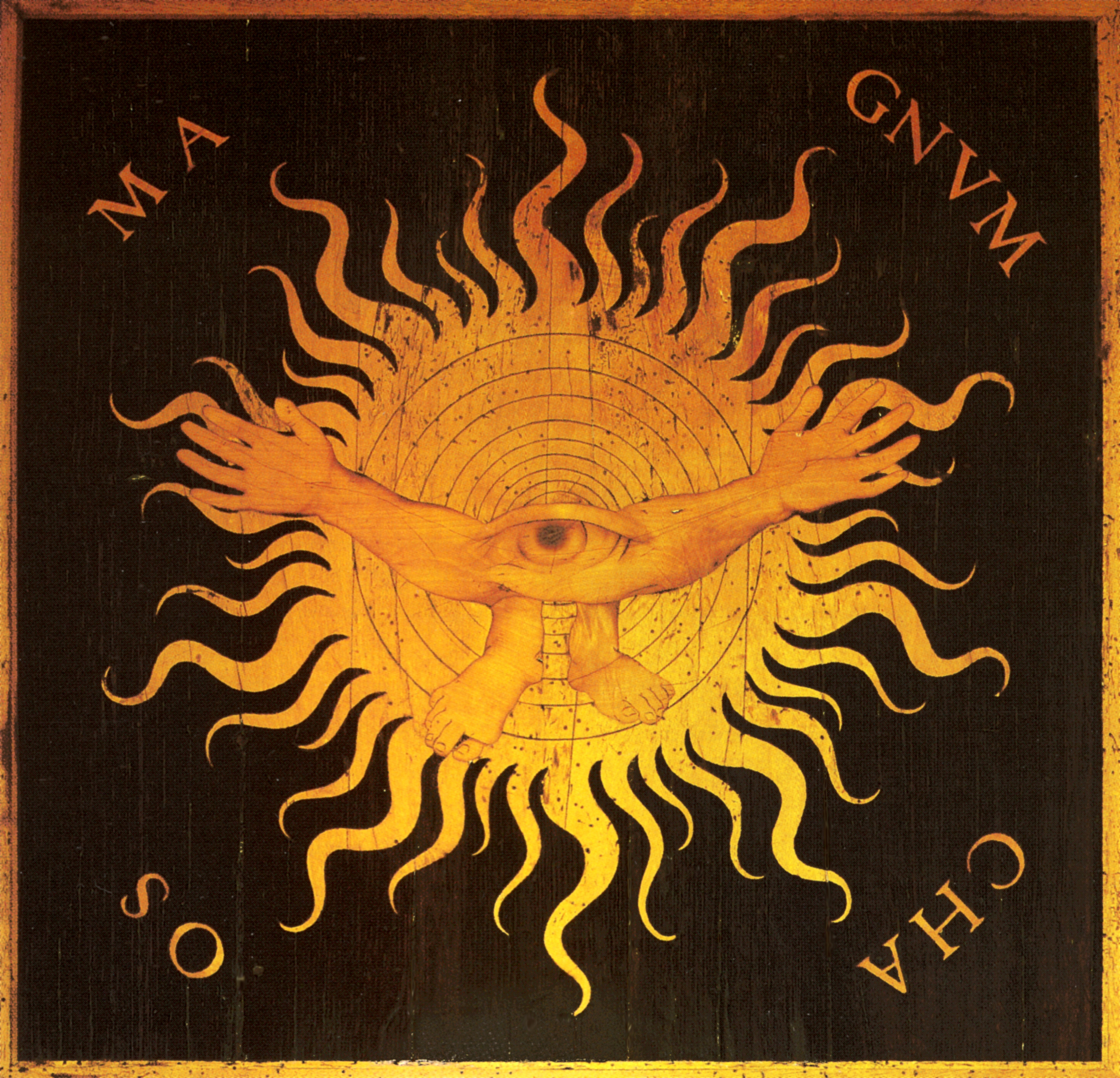
ماغنوم تشوس ، ترصيع الخشب بقلم جيوفان فرانشيسكو كابوفيري في باسيليكا دي سانتا ماريا ماجيوري في بيرغامو ، بناءً على تصميم لورنزو لوتو.

جرى دمج أفكار الميثولوجيا اليونانية والرومانية والأورفكية، ضمن مفاهيم التوراتية المسيحية وورثها الخيميائيون وسحرة عصر النهضة.
حيث جرى استخدام البيضة الكونية كمادة خام في التجارب والأبحاث الخيميائية اليونانية الأولى، واعتمادا على رواية خلق في التكوين تم تحديد أن الفوضى هي المرحلة الأولى من عملية إنتاج حجر الفلاسفة.
كتب رامون يول كتابًا عن الفوضى اليبرالية، حدد فيه الفوضى على أنها الشكل الأساسي للوجود ومادة أوجدها الله. كما استخدم الخيميائي السويسري باراسيلسوس (1493–1541) الفوضى كمرادف مع «العنصر الكلاسيكي» (فالفوضى البدائية يتم تصورها على أنها احتقان لا شكل له لجميع العناصر) وهكذا يعرف باراسيلسوس الأرض بأنها «فوضى التماثيل»، أي عنصر التماثيل، التي تتحرك من خلالها هذه الأرواح دون عائق كما تفعل الأسماك في الماء، أو الطيور في الهواء.
أطروحة خيميائية من قبل هاينريش خونراث، طبعت سنة 1708 في فرانكفورت، كانت بعنوان الفوضى. تنص المقدمة على أن الرسالة كتبت في عام 1597 في ماغدبورغ، في السنة الثالثة والعشرين للمؤلف من ممارسة الخيمياء.
تنبني الأطروحة على فكرة باراسيلسوس التي تقول أن «نور الروح، بإرادة الله الثالوث، جعلت كل الأشياء الأرضية تظهر من الفوضى البدائية». ويقول مارتن رولاند الأصغر، في كتابه المعجم الكيميائي، «إن مزيجًا خامًا من المادة أو اسمًا آخر لماتريا بريما هو الفوضى، كما هو الحال في البداية». هذا وقد صاغ الكيميائي الهولندي جان بابتيست فان هيلمونت مصطلح الغاز في الكيمياء في القرن السابع عشر استنادًا على فكرة باراسيلسوس عن الفوضى، يُعزى الحرف g في الغاز إلى النطق الهولندي لهذه الرسالة كصامت احتكاكي، ويستخدم أيضًا في نطق الحرف اليوناني χ.

## الاستخدام الحديث
تم اعتماد مصطلح الفوضى في الأساطير المقارنة الحديثة وفي دراسة العقائد الدينية على أنها تشير إلى الحالة البدائية قبل الخلق، والتي تجمع بشكل صارم بين فكرتين منفصلتين عن المياه البدائية أو الظلام البدائي الذي ينبثق منه نظام جديد ودولة بدائية كمزج بين الأضداد، مثل السماء والأرض، التي يجب أن يفصلها إله خالق في فعل من الكون.
في كلتا الحالتين، تحتوي الفوضى التي تشير إلى فكرة الحالة البدائية إلى الكون في البوطونسيا والتي يجب أن يتم تشكيلها من خلال خالق الكون المادي قبل أن يتمكن العالم من بدء عملية وجوده. كما أن هناك نوع من السحر يسمى بـ«سحر الفوضى» ظهر سنوات السبعينيات وهو فرع من فروع السحر والتنجيم المعاصر.

### باللغات أجنبية
- Aristophanes (1907). Hall; Geldart (eds.). Aristophanes Comoediae (باليونانية). Oxford: Clarendon Press. Vol. 2. Archived from the original on 2020-07-20 – via Perseus Digital Library.
- Bremmer، Jan N. (2008). Greek Religion and Culture, the Bible and the Ancient Near East. Jerusalem Studies in Religion and Culture. Brill. ISBN:9789004164734. LCCN:2008005742. مؤرشف من الأصل في 2020-03-30.
- كالدويل، ريتشارد، The Hesiod's Theogony ، Focus Publishing / R. شركة بولنز (1 يونيو 1987). (ردمك 978-0-941051-00-2) رقم ISBN   978-0-941051-00-2 .
- Clifford، Richard J (أبريل 2007). "Book Review: Creation and Destruction: A Reappraisal of the Chaoskampf Theory in the Old Testament". Catholic Biblical Quarterly. ج. 69 ع. 2. JSTOR:43725990.
- Day، John (1985). God's conflict with the dragon and the sea: echoes of a Canaanite myth in the Old Testament. Cambridge Oriental Publications. ISBN:978-0-521-25600-1.
- Gantz، Timothy (1996). Early Greek Myth: A Guide to Literary and Artistic Sources. Johns Hopkins University Press. ISBN:978-0801853609.
- Guthrie، W. K. (أبريل 1952). "The Presocratic World-picture". The Harvard Theological Review. ج. 45 ع. 2: 87–104.
- Hesiod (1914). "Theogony". The Homeric Hymns and Homerica (بالإنجليزية واليونانية). Cambridge, MA: Harvard University Press. Archived from the original on 2020-07-10 – via Perseus Digital Library. النص اليوناني متاح من نفس الموقع .
- Hyginus. Grant (المحرر). Fabulae from The Myths of Hyginus. University of Kansas Publications in Humanistic Studies. مؤرشف من الأصل في 2019-11-16 – عبر Topos Text Project.
- Jaeger، Werner (1952). The theology of the early Greek philosophers: the Gifford lectures 1936. Oxford: Clarendon Press. OCLC:891905501.
- Kirk، G. S.؛ Raven، J. E.؛ Schofield، M. (2003). The Presocratic philosophers. Cambridge University Press. ISBN:0-521-27455-9. مؤرشف من الأصل في 2020-07-20.
- مورفورد، مارك بو، روبرت جيه ليناردون، الأساطير الكلاسيكية ، الطبعة الثامنة، مطبعة جامعة أكسفورد، 2007. (ردمك 978-0-19-530805-1) رقم ISBN   978-0-19-530805-1 .
- Most، GW، Hesiod: Theogony، Works and Days، Testimonia، Loeb Classical Library ، No. 57، Cambridge، MA، 2006 (ردمك 978-0-674-99622-9) . نسخة على الإنترنت في مطبعة جامعة هارفارد .
- Ogden، Daniel (2013). Dragons, Serpents, and Slayers in the Classical and early Christian Worlds: A sourcebook. Oxford University Press. ISBN:978-0-19-992509-4.
- Publius Ovidius Naso (1892). Magnus (ed.). Metamorphoses (باللاتينية). Gotha, Germany: Friedr. Andr. Perthes. Archived from the original on 2019-12-22 – via Perseus Digital Library.
- Publius Ovidius Naso (1922). Metamorphoses. Boston: Cornhill Publishing Co. مؤرشف من الأصل في 2019-12-03 – عبر Perseus Digital Library.
- Smith، William (1873). "Chaos". قاموس السير و الميثولوجية اليونانية و الرومية  [لغات أخرى]‏. London – عبر Perseus Digital Library.{{استشهاد بكتاب}}:  صيانة الاستشهاد: مكان بدون ناشر (link)
- Szulakowska، Urszula (2000). The alchemy of light: geometry and optics in late Renaissance alchemical illustration. Symbola et Emblemata - Studies in Renaissance and Baroque Symbolism. BRILL. ج. 10. ISBN:978-90-04-11690-0.
- تريب، إدوارد، كتيب كرول للميثولوجيا الكلاسيكية ، توماس ي. الطبعة الأولى (يونيو 1970). (ردمك 069022608X) رقم ISBN   069022608X . * West، ML (1966)، Hesiod: Theogony ، مطبعة جامعة أكسفورد. (ردمك 0-19-814169-6) رقم ISBN   0-19-814169-6 .
- Wyatt، Nick (2005) [1998]. "Arms and the King: The Earliest Allusions to the Chaoskampf Motif and their Implications for the Interpretation of the Ugaritic and Biblical Traditions". There's such divinity doth hedge a king: selected essays of Nicolas Wyatt on royal ideology in Ugaritic and Old Testament literature. Society for Old Testament Study monographs, Ashgate Publishing. ص. 151–190. ISBN:978-0-7546-5330-1.
- Wyatt، Nick (2005) [1998]. "Arms and the King: The Earliest Allusions to the Chaoskampf Motif and their Implications for the Interpretation of the Ugaritic and Biblical Traditions". There's such divinity doth hedge a king: selected essays of Nicolas Wyatt on royal ideology in Ugaritic and Old Testament literature. Society for Old Testament Study monographs, Ashgate Publishing. ص. 151–190. ISBN:978-0-7546-5330-1.
- Wyatt، Nick (2005) [1998]. "Arms and the King: The Earliest Allusions to the Chaoskampf Motif and their Implications for the Interpretation of the Ugaritic and Biblical Traditions". There's such divinity doth hedge a king: selected essays of Nicolas Wyatt on royal ideology in Ugaritic and Old Testament literature. Society for Old Testament Study monographs, Ashgate Publishing. ص. 151–190. ISBN:978-0-7546-5330-1.